# Gösta Jacobsson (direktör)
Gösta Jacobsson (i riksdagen kallad Jacobsson i Malmö), född 30 april 1904 i Ystad, död 25 februari 1989 i Malmö S:t Pauli församling, var en svensk direktör och politiker (höger).  
Jacobsson blev juris kandidat 1927 och genomförde tingstjänstgöring 1927–1930. Han var amanuens vid Kommerskollegium 1930–1936, sekreterare vid Skånes Handelskammare från 1936 och verkställande direktör där 1950–1969. Han var ledamot av riksdagens första kammare från 1961 och svensk delegat i Europarådet från 1966. Han var ledamot av Malmö stadsfullmäktige 1947–1962, hamndirektionen från 1943 (vice ordförande 1960–1970) och vice ordförande i drätselkammaren 1953–1954. Han var även styrelseledamot i Sjöförsäkrings AB Öresund, Malmö sparbank Bikupan och AB Carl Engström. Gösta Jacobsson är begravd på Östra kyrkogården i Malmö.